# الأوديسة (فلم 2026)
الأوديسة (بالإنجليزية: The Odyssey) هو فيلم فانتازيا ملحمية قادم من تأليف وإنتاج وإخراج كريستوفر نولان، وهو مقتبس من القصيدة الملحمية بنفس العنوان التي كتبها هوميروس. الفيلم من إنتاج شركة يونيفرسال بيكتشرز وإنتاج شركة سينكوبي للإنتاج التابعة لنولان، ويقوم ببطولة العمل مات ديمون في دور أوديسيوس ملك إيثاكا اليوناني القديم، ويتتبع رحلته إلى منزله بعد حرب طروادة ليجتمع شمله مع زوجته بينيلوبي. ويضم طاقم الممثلين أيضًا توم هولاند، وآن هاثاواي، وزيندايا، ولوبيتا نيونغو، وروبرت باتينسون، وتشارليز ثيرون وجون بيرنثال.
في أكتوبر 2024، تَمَّ الكشف عن أن كريستوفر نولان يطوّر فيلمه الجديد مع شركة يونيفرسال، وذلك بعد نجاح فيلمه السابق أوبنهايمر (2023). جرت عمليات اختيار الممثلين في الأشهر التالية، وفي ديسمبر، أُعلن أن الفيلم سيكون اقتباسًا لـأوديسة هوميروس. بدأ التصوير في أواخر فبراير 2025، وشمل مواقع متنوعة في المغرب واليونان وإيطاليا ولوس أنجلوس وآيسلندا والمملكة المتحدة وإسكتلندا وأيرلندا. بميزانية إنتاج تقديرية تبلغ 250 مليون دولار، من المتوقع أن يكون هذا الفيلم هو الأغلى في مسيرة نولان والأول من نوعه الذي يُصور بالكامل باستخدام كاميرات آيماكس.
متوقع أن يُعرض فيلم "الأوديسة" في دور السينما بالولايات المتحدة في 17 يوليو 2026.

## نبذة
يتتبع فيلم الأوديسة رحلة أوديسيوس، الملك اليوناني الأسطوري لـإيثاكا، في عودته المحفوفة بالمخاطر إلى الوطن بعد حرب طروادة. خلال رحلته، يواجه أوديسيوس العديد من التحديات والمخاطر، بما في ذلك لقاءاته معصقلوب وبوليفيموس ومخلوقات السيرين الفاتنة والساحرة الآلهة كيركي ولقاءه بزوجته بينيلوبي.

## طاقم التمثيل
- مات ديمون بدور أوديسيوس، الملك اليوناني الأسطوري لـإيثاكا
- توم هولاند بدور تليماخوس، أبن أوديسيوس
- آن هاثاواي
- زيندايا
- لوبيتا نيونغو
- روبرت باتينسون
- تشارليز ثيرون بدور كيركي
- جون بيرنثال
- بيني صفدي
- جون ليجويزامو
- إليوت بيج
- هيمش باتيل
- بيل إيروين
- سامانثا مورتن
- جيسي جارسيا
- ويل يان لي
- رافي جافرون
- شيلوه فرنانديز
- ميا جوث
- كوري هوكينز
- نيك إي.تاراباي
- أيدو غولدبرغ
- جوش ستيوارت
- كوسمو جارفيس
- ريان هورست

## الإنتاج

### التطوير والاختيار
في أكتوبر 2024، كُشف أن المخرج كريستوفر نولان يعمل على تطوير فيلمه المقبل لصالح شركة يونيفرسال بيكتشرز، وذلك بعد تعاونه مع الاستوديو نفسه في فيلم أوبنهايمر (2023). وكالعادة، تولّى نولان كتابة السيناريو وإنتاج الفيلم إلى جانب زوجته إيما توماس من خلال شركتهما الإنتاجية "سينكوبي". وكان الممثل مات ديمون في محادثات للمشاركة في بطولة الفيلم، بعد تعاونه السابق مع نولان في أوبنهايمر وبين النجوم (2014)، وكان من المقرر أن يبدأ التصوير في أوائل عام 2025. وعلى عكس فيلم أوبنهايمر، الذي حصلت عليه يونيفرسال عبر مزايدة، فقد تم الاتفاق على هذا الفيلم مباشرة مع الاستوديو. ونفت مجلة ذا هوليوود ريبورتر الشائعات التي رجّحت أن يكون الفيلم مقتبسًا من مسلسل التجسس البريطاني ذا بريزنر (1967–1968)، والذي كان نولان قد أبدى اهتمامه به سابقًا في عام 2009. وفي وقت لاحق من الشهر نفسه، تم تأكيد مشاركة مات ديمون في بطولة الفيلم، وذلك بعد انضمام توم هولاند إلى طاقم العمل. كما انضمت الممثلة آن هاثاواي—التي ظهرت سابقًا في نهوض فارس الظلام (2012) وبين النجوم—والممثل روبرت باتينسون، الذي شارك في تينيت (2020)، إلى فريق العمل في أدوار لم يُكشف عنها بعد، وذلك في نوفمبر. كما انضمت إليهم كل من زندايا، ولوبيتا نيونغو، وتشارليز ثيرون.
في ديسمبر 2024، أعلنت شركة يونيفرسال أن فيلم نولان الجديد سيكون بعنوان *الأوديسة*، وهو اقتباس عن *الأوديسة* لهوميروس، القصيدة الملحمية الإغريقية القديمة. ووصفت الشركة الفيلم بأنه "ملحمة أسطورية مشوّقة" سيتم تصويرها في مواقع متعددة حول العالم، وقد قُدِّرت ميزانيته بـ250 مليون دولار، مما يجعله أضخم إنتاج في مسيرة نولان المهنية. يُذكر أن نولان كان مُرشحًا سابقًا لإخراج فيلم *طروادة* (2004)، المقتبس من *الإلياذة* لهوميروس، إلا أنه اختار آنذاك إخراج *بداية باتمان* (2005) بدلًا منه. واستمر اختيار طاقم التمثيل خلال أوائل عام 2025، حيث انضم عدد من المتعاونين السابقين مع نولان، من بينهم بيني سافدي، وجوش ستيوارت، وإليوت بيج، وهايميش باتيل، وبيل إروين، إلى جانب سامانثا مورتون، وجون بيرنثال، وجون ليغويزامو، وجيسي غارسيا، وويل يون لي، ورافي غافرون، وشايلوه فرنانديز، وميا غوث، وكوري هوكينز، ونيك إي. تاراباي، وجيمي غونزاليس، وموريس كومبتي، ومايكل فلاميس، وإيدو غولدبرغ، وكوزمو جارفيز، ورايان هيرست. أما الممثل سكييت أولريش فقد صرّح بأنه خضع لتجربة أداء غير ناجحة من أجل دور في الفيلم في أوائل فبراير، إلى جانب ممثلَين آخرين.
تأكدت مشاركة مات ديمون في دور أوديسيوس عند الكشف عن صورة أولى "مفاجئة" له بالزي الكامل في منتصف فبراير، وذلك قبيل بدء التصوير في وقت لاحق من الشهر نفسه. جاء ذلك بعد تداول بعض الشائعات التي رجّحت أن توم هولاند قد يؤدي هذا الدور. وقد علّق عدد من النقّاد والمؤرخين على زيّ ديمون في الصورة، مشيرين إلى أنه غير دقيق من الناحية التاريخية، خصوصًا فيما يتعلق بنوعية الدرع الذي يُفترض أن أوديسيوس ارتداه في الحقبة الزمنية التي تدور فيها أحداث الأوديسة. وتتولى إلين ميروجنيك تصميم الأزياء في الفيلم، بينما يضع الموسيقى التصويرية الملحن لودفيغ غورانسون، وذلك بعد تعاونهما السابق مع نولان في فيلم أوبنهايمر.

### التصوير
بدأ التصوير الرئيسي في 25 فبراير 2025 في آيت بن حدو، المغرب. وعاد المصور السينمائي هويت فان هويتيما للتعاون مع نولان مجددًا، حيث تولّى تصوير الأوديسة ليصبح أول فيلم ضخم يُصوّر بالكامل باستخدام كاميرات أفلام IMAX، مستفيدًا من النسخة الجديدة الأخف والأكثر هدوءًا إلى جانب التقنيات السابقة. وجرى التصوير في منطقة ميسينيا في شبه جزيرة بيلوبونيز باليونان، خلال الفترة من 10 إلى 21 مارس، وذلك في مواقع متعددة شملت مدينة بيلوس، وقلعة ميثوني، وشاطئ ألميولاكوس في يالوفا، وكهف نيستور على شاطئ فودوكايليا، وذلك لتصوير مشاهد تتعلق بالعملاق سايكلوب بوليفيموس، إضافة إلى موقع قصر أثري في أكروكورينث، بمدينة كورينث. وقد تعاونت شركة الإنتاج مع فرع "ناڤ" التابع لشركة "فاليْرو هاوس برودكشنز" لتسهيل التصوير في اليونان، والذي استمر لمدة ثلاثة أسابيع، واستفاد من حافز نقدي ارتجاعي بنسبة 40% من تكلفة الإنتاج.
بحلول 27 مارس، انتقلت عملية التصوير إلى جزيرة صقلية في إيطاليا، حيث جرى التصوير في مختلف أنحاء جزر إيولية، وخاصة في جزيرة فافيغنانا ضمن جزر إيجادي، وهي إحدى المواقع المذكورة في قصيدة الأوديسة. وفي أوائل مايو، انتقل التصوير إلى أحد الاستوديوهات المغلقة في لوس أنجلوس، بينما استُؤنفت أعمال الإنتاج في منتصف يونيو في آيسلندا. ومن المتوقع أن يشمل التصوير مواقع إضافية في المملكة المتحدة، واسكتلندا، وأيرلندا.

## موعد الإصدار
من المقرر أن يُعرض فيلم الأوديسة في صالات السينما بالولايات المتحدة بتاريخ 17 يوليو 2026، من توزيع شركة يونيفرسال بيكتشرز، وذلك بتقنية آيماكس.

## روابط خارجية
- الأوديسة  على قاعدة بيانات الأفلام على الإنترنت (بالإنجليزية).